# アオノオト
「アオノオト」は、日本のボーカルダンスユニット・M!LKの通算18枚目、メジャー・デビュー後7枚目となるシングル。
2025年7月9日にColourful RecordsからBlu-ray付初回限定盤A、B、通常盤の3形態で発売。
佐野勇斗出演のファイントゥデイ「シーブリーズ」CMソング。

## 収録曲

### CD
1. アオノオト [4:00］
作詞・作曲・編曲：渡辺拓也
2. おもちゃのつるぎ [5:00]
作詞：前田甘露、作曲・編曲：ヤナガワタカオ
  - 初回限定盤A/Bのみ
3. チラチLOVE [3:17]
作詞：藤原優樹、作曲・編曲：塩原大貴
  - 通常盤のみ

### Blu-ray
- M!LKパリ日記
  - 初回限定盤Aのみ

1. I CAN DRINK (Shinjuku Sumitomo Bldg. Sankaku Hiroba)
2. イイじゃん(Shinjuku Sumitomo Bldg. Sankaku Hiroba)
3. ブンブンブン (Shinjuku Sumitomo Bldg. Sankaku Hiroba)
4. エビバディグッジョブ！(Shinjuku Sumitomo Bldg. Sankaku Hiroba)
  - 初回限定盤Bのみ